# Sommer-Paralympics 2004/Leichtathletik/200 m
Die Ergebnisliste der 200-Meter-Läufe bei den Sommer-Paralympics 2004 in Athen:

## Männer

### T11
| Platz | Land | Athlet               |
| ----- | ---- | -------------------- |
| 1     | ANG  | Jose Armando         |
| 2     | ESP  | Luis Bullido         |
| 3     | UKR  | Oleksandr Ivanyukhin |

### T12
| Platz | Land | Athlet              |
| ----- | ---- | ------------------- |
| 1     | NGR  | Adekundo A. Adesoji |
| 2     | GER  | Matthias Schröder   |
| 3     | VEN  | Ricardo Santana     |

### T13
| Platz | Land | Athlet            |
| ----- | ---- | ----------------- |
| 1     | BRA  | Andre Andrade     |
| 2     | RSA  | Nathan Meyer      |
| 3     | CUB  | Irving Bustamante |

### T35
| Platz | Land | Athlet             |
| ----- | ---- | ------------------ |
| 1     | RSA  | Mokgalagadi Teboho |
| 2     | ISL  | Halldorsson Jon    |
| 3     | GBR  | Upsdell Lloyd      |

### T36
| Platz | Land | Athlet          |
| ----- | ---- | --------------- |
| 1     | HKG  | Wa Wai So       |
| 2     | UKR  | Andriy Zhyltsov |
| 3     | GBR  | Graeme Ballard  |

### T37
| Platz | Land | Athlet        |
| ----- | ---- | ------------- |
| 1     | NZL  | Matt Slade    |
| 2     | CHN  | Chen Yang     |
| 3     | ALG  | Mohamed Allek |

### T38
| Platz | Land | Athlet               |
| ----- | ---- | -------------------- |
| 1     | AUS  | Tim Sullivan         |
| 2     | TUN  | Mohamed Farhat Chida |
| 3     | CHN  | Wenjun Zhou          |

### T42
| Platz | Land | Athlet          |
| ----- | ---- | --------------- |
| 1     | GER  | Wojtek Czyz     |
| 2     | FRA  | Clavel Kayitare |
| 3     | GER  | Heinrich Popow  |

### T44
| Platz | Land | Athlet          |
| ----- | ---- | --------------- |
| 1     | RSA  | Oscar Pistorius |
| 2     | USA  | Marlon Shirley  |
| 3     | USA  | Brian Frasure   |

### T46
| Platz | Land | Athlet         |
| ----- | ---- | -------------- |
| 1     | BRA  | Antonio Souza  |
| 2     | FRA  | Sebastien Barc |
| 3     | AUS  | Heath Francis  |

### T51
| Platz | Land | Athlet         |
| ----- | ---- | -------------- |
| 1     | MEX  | Edgar Navarro  |
| 2     | SWE  | Tim Johansson  |
| 3     | ITA  | Alvise De Vidi |

### T52
| Platz | Land | Athlet             |
| ----- | ---- | ------------------ |
| 1     | CAN  | Andre Beaudoin     |
| 2     | MEX  | Salvador Hernandez |
| 3     | SUI  | Beat Bösch         |

### T53
| Platz | Land | Athlet          |
| ----- | ---- | --------------- |
| 1     | KOR  | Suk Man Hong    |
| 2     | KUW  | Hamad Aladwani  |
| 3     | THA  | Pichet Krungget |

### T54
| Platz | Land | Athlet            |
| ----- | ---- | ----------------- |
| 1     | FIN  | Leo Pekka Tahti   |
| 2     | NED  | Kenny van Weeghel |
| 3     | GBR  | Dave Weir         |

## Frauen

### T11
| Platz | Land | Athlet                  |
| ----- | ---- | ----------------------- |
| 1     | CHN  | Chun Miao Wu            |
| 2     | BRA  | Adria Santos            |
| 3     | ESP  | Purificacion Santamarta |

### T12
| Platz | Land | Athlet            |
| ----- | ---- | ----------------- |
| 1     | FRA  | Assia El Hannouni |
| 2     | BEL  | Volha Zinkevich   |
| 3     | BRA  | Maria J. Alves    |

### T34
| Platz | Land | Athlet         |
| ----- | ---- | -------------- |
| 1     | CAN  | Chelsea Clark  |
| 2     | GBR  | Debbie Brennan |
| 3     | JAP  | Noriko Arai    |

### T36
| Platz | Land | Athlet        |
| ----- | ---- | ------------- |
| 1     | CHN  | Fang Wang     |
| 2     | GBR  | Hazel Robson  |
| 3     | JPN  | Eriko Kikuchi |

### T37
| Platz | Land | Athlet              |
| ----- | ---- | ------------------- |
| 1     | RUS  | Evgenia Trushnikova |
| 2     | AUS  | Lisa McIntosh       |
| 3     | GER  | Isabelle Foerder    |

### T46
| Platz | Land | Athlet           |
| ----- | ---- | ---------------- |
| 1     | AUS  | Amy Winters      |
| 2     | POL  | Anna Szymul      |
| 3     | RUS  | Elena Chistilina |

### T52
| Platz | Land | Athlet         |
| ----- | ---- | -------------- |
| 1     | CAN  | Lisa Franks    |
| 2     | SUI  | Pia Schmid     |
| 3     | MEX  | Leticia Torres |

### T54
| Platz | Land | Athlet             |
| ----- | ---- | ------------------ |
| 1     | CAN  | Chantal Petitclerc |
| 2     | SUI  | Manuela Schär      |
| 3     | USA  | Tatyana McFadden   |